# Ider, Alabama
Ider là một thị trấn thuộc quận DeKalb, tiểu bang Alabama, Hoa Kỳ. Dân số năm 2009 là 721 người, mật độ đạt 51 người/km².